# Гамлиэль ха-Закен
Гамлиэ́ль ха-За́кен (Гамлиэ́ль бен Ши́мон ха-За́кен, то есть «Старший»; др.-евр. גמליאל הזקן‬), также Гамалии́л в христианской традиции (жил в первой половине I века) —  раввин, та́нна (законоучитель) первого поколения. Внук знаменитого Гиллеля, на́си Синедриона, один из основателей талмудического иудаизма; персонаж Нового Завета и христианский святой.

## Гамалиил в Новом Завете

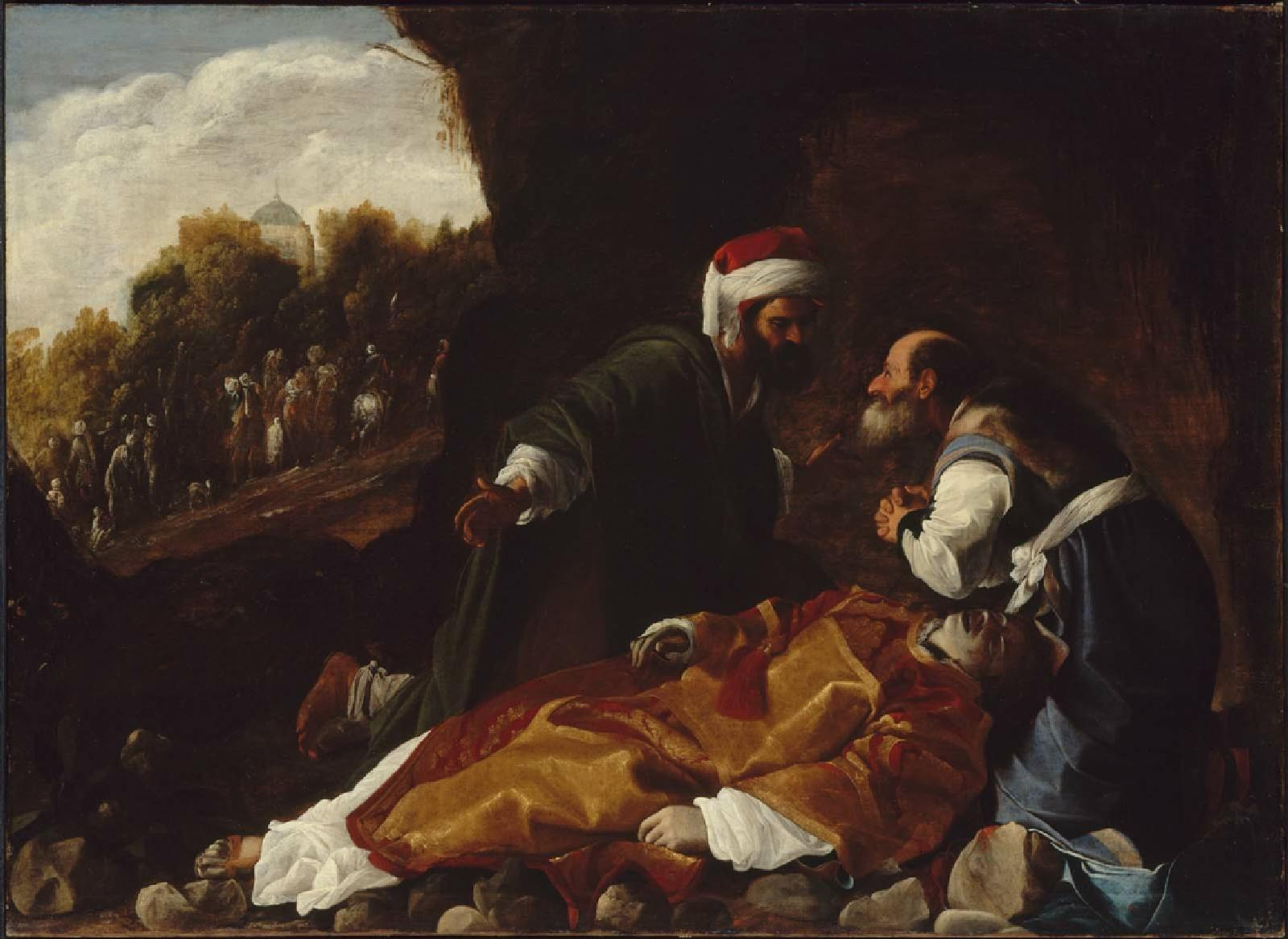
Карло Сарочени. Гамалиил и Никодим оплакивают св. Стефана. Ок. 1615. Музей изящных искусств, Бостон.

Гамалиил — единственный христианский святой, упомянутый в Новом Завете, который также обладает авторитетом в иудаизме. По свидетельству книги Деяний святых Апостолов, Гамалиил был фарисеем, учителем апостола Павла (Деян. 22:3).
Когда в Синедрионе возник вопрос о том, что делать с заключёнными в темницу за проповедь о Распятом Иисусе апостолами, Гамалиил, «законоучитель, уважаемый всем народом», настаивал на веротерпимости.

Если это дело от человеков, то оно разрушится; а если от Бога, то вы не можете разрушить его; берегитесь, чтобы вам не оказаться и богопротивниками
— Деян. 5:34-39
Церковное предание, что Гамалиил был крещён в конце своей жизни апостолами Петром и Павлом, носит характер легенды.
Также, по преданию, благодаря ему были обретены мощи христианского первомученика Стефана, которого он похоронил на собственном земельном участке неподалёку от Иерусалима, в Кафар-Гамале («веси Гамалиила»).
Почитается православной церковью как праведный вместе со своим сыном Авивом, память 15 августа по новому стилю.

## Труды
Поддерживал тесные связи с евреями диаспоры, в том числе по переписке. Автор многих галахических постановлений, в особенности — в защиту правовых интересов женщин. Он разрешил женщинам повторно выходить замуж, если у них имеется одно свидетельство о смерти мужа.
Также Гамалиилу приписывается создание разъяснений по исполнению ритуальных действий иудаизма.
В частности, И. А. Карабинов указывал на особенности иудейской пасхальной вечери по школе Гамалиила.